# Heteropoda atriventris
Heteropoda atriventris är en spindelart som beskrevs av Pater Chrysanthus 1965. Heteropoda atriventris ingår i släktet Heteropoda och familjen jättekrabbspindlar. Inga underarter finns listade i Catalogue of Life.